# Shanghai Masters 2010 - Qualificazioni singolare
Le qualificazioni del singolare  dello  Shanghai Masters 2010 sono state un torneo di tennis preliminare per accedere alla fase finale della manifestazione. I vincitori dell'ultimo turno sono entrati di diritto nel tabellone principale. In caso di ritiro di uno o più giocatori aventi diritto a questi sono subentrati i lucky loser, ossia i giocatori che hanno perso nell'ultimo turno ma che avevano una classifica più alta rispetto agli altri partecipanti che avevano comunque perso nel turno finale.
Le qualificazioni del Shanghai Masters  2010 prevedevano 28 partecipanti di cui 7 sono entrati nel tabellone principale.

## Teste di serie
1. Daniel Gimeno Traver (ultimo turno)
2. Jérémy Chardy (Qualificato)
3. Benjamin Becker (Qualificato)
4. Santiago Giraldo (ultimo turno)
5. Łukasz Kubot (Qualificato)
6. Kevin Anderson (Qualificato)
7. Florent Serra (Qualificato)

1. Iván Navarro (primo turno)
2. Michail Kukuškin (ultimo turno)
3. Miša Zverev (primo turno)
4. Grega Žemlja (primo turno)
5. Li Zhe (primo turno)
6. Marsel İlhan (Qualificato)
7. Gō Soeda (ultimo turno)

## Qualificati
1. Marsel İlhan
2. Jérémy Chardy
3. Benjamin Becker
4. Miša Zverev

1. Łukasz Kubot
2. Kevin Anderson
3. Florent Serra

## Tabellone

### Legenda
| - Q = Qualificato - WC = Wild card - LL = Lucky loser | - ALT = Alternate - SE = Special Exempt - PR = Protected Ranking | - w/o = Walkover - r = Ritirato - d = Squalificato |

### Sezione 1
|  | Primo turno | Primo turno            | Primo turno            | Primo turno | Primo turno |  |  | Ultimo turno | Ultimo turno         | Ultimo turno         | Ultimo turno | Ultimo turno |  |
|  |             |                        |                        |             |             |  |  |              |                      |                      |              |              |  |
|  | 1           | Daniel Gimeno Traver   | Daniel Gimeno Traver   | 7           | 6           |  |  |              |                      |                      |              |              |  |
|  |             | Rajeev Ram             | Rajeev Ram             | 612         | 3           |  |  | 1            | Daniel Gimeno Traver | Daniel Gimeno Traver | 3            | 6(1)         |  |
|  | 13          | Marsel İlhan           | Marsel İlhan           | 6           | 1           |  |  | 13           | Marsel İlhan         | Marsel İlhan         | 6            | 7            |  |
|  |             | Édouard Roger-Vasselin | Édouard Roger-Vasselin | 3           | 0r          |  |  |              |                      |                      |              |              |  |

### Sezione 2
|  | Primo turno | Primo turno        | Primo turno | Primo turno | Primo turno |  |  | Ultimo turno | Ultimo turno  | Ultimo turno  | Ultimo turno | Ultimo turno |  |
|  |             |                    |             |             |             |  |  |              |               |               |              |              |  |
|  | 2           | Jérémy Chardy      | 2           | 6           | 7           |  |  |              |               |               |              |              |  |
|  |             | Paul-Henri Mathieu | 6           | 2           | 5           |  |  | 2            | Jérémy Chardy | Jérémy Chardy | 6            | 6            |  |
|  | 14          | Gō Soeda           | Gō Soeda    | 6           | 4           |  |  | 14           | Gō Soeda      | Gō Soeda      | 2            | 0            |  |
|  |             | Ma Ya-nan          | Ma Ya-nan   | 1           | 2r          |  |  |              |               |               |              |              |  |

### Sezione 3
|  | Primo turno | Primo turno      | Primo turno | Primo turno | Primo turno |  |  | Ultimo turno | Ultimo turno     | Ultimo turno | Ultimo turno | Ultimo turno |  |
|  |             |                  |             |             |             |  |  |              |                  |              |              |              |  |
|  | 3           | Benjamin Becker  | 7           | 4           | 7           |  |  |              |                  |              |              |              |  |
|  |             | Kei Nishikori    | 5           | 6           | 64          |  |  | 3            | Benjamin Becker  | 6            | 4            | 6            |  |
|  | 9           | Michail Kukuškin | 6           | 3           | 6           |  |  | 9            | Michail Kukuškin | 2            | 6            | 4            |  |
|  |             | Harel Levy       | 3           | 6           | 3           |  |  |              |                  |              |              |              |  |

### Sezione 4
|  | Primo turno | Primo turno      | Primo turno      | Primo turno | Primo turno |  |  | Ultimo turno | Ultimo turno     | Ultimo turno     | Ultimo turno | Ultimo turno |  |
|  |             |                  |                  |             |             |  |  |              |                  |                  |              |              |  |
|  | 4           | Santiago Giraldo | Santiago Giraldo | 6           | 7           |  |  |              |                  |                  |              |              |  |
|  |             | Mao-Xin Gong     | Mao-Xin Gong     | 1           | 5           |  |  | 4            | Santiago Giraldo | Santiago Giraldo | 1            | 3            |  |
|  |             | Miša Zverev      | Miša Zverev      | 7           | 6           |  |  |              | Miša Zverev      | Miša Zverev      | 6            | 6            |  |
|  | 10          | Igor' Andreev    | Igor' Andreev    | 63          | 3           |  |  |              |                  |                  |              |              |  |

### Sezione 5
|  | Primo turno | Primo turno        | Primo turno | Primo turno | Primo turno |  |  | Ultimo turno | Ultimo turno | Ultimo turno | Ultimo turno | Ultimo turno |  |
|  |             |                    |             |             |             |  |  |              |              |              |              |              |  |
|  | 5           | Łukasz Kubot       | 6           | 6           | 6           |  |  |              |              |              |              |              |  |
|  |             | Lukáš Dlouhý       | 7           | 4           | 2           |  |  | 5            | Łukasz Kubot | 6            | 4            | 7            |  |
|  |             | Li Zhe             | 6           | 4           | 7           |  |  |              | Li Zhe       | 2            | 6            | 68           |  |
|  | 12          | Tejmuraz Gabašvili | 4           | 6           | 63          |  |  |              |              |              |              |              |  |

### Sezione 6
|  | Primo turno | Primo turno     | Primo turno    | Primo turno | Primo turno |  |  | Ultimo turno | Ultimo turno   | Ultimo turno   | Ultimo turno | Ultimo turno |  |
|  |             |                 |                |             |             |  |  |              |                |                |              |              |  |
|  | 6           | Kevin Anderson  | Kevin Anderson | 6           | 6           |  |  |              |                |                |              |              |  |
|  |             | Ivan Dodig      | Ivan Dodig     | 2           | 4           |  |  | 6            | Kevin Anderson | Kevin Anderson | 6            | 6            |  |
|  |             | Iván Navarro    | 6              | 2           | 6           |  |  |              | Iván Navarro   | Iván Navarro   | 3            | 2            |  |
|  | 8           | Alejandro Falla | 3              | 6           | 3           |  |  |              |                |                |              |              |  |

### Sezione 7
|  | Primo turno | Primo turno     | Primo turno   | Primo turno | Primo turno |  |  | Ultimo turno | Ultimo turno  | Ultimo turno  | Ultimo turno | Ultimo turno |  |
|  |             |                 |               |             |             |  |  |              |               |               |              |              |  |
|  | 7           | Florent Serra   | Florent Serra | 6           | 6           |  |  |              |               |               |              |              |  |
|  |             | Wang Chuhan     | Wang Chuhan   | 3           | 2           |  |  | 7            | Florent Serra | Florent Serra | 6            | 7            |  |
|  |             | Grega Žemlja    | 2             | 6           | 6           |  |  |              | Grega Žemlja  | Grega Žemlja  | 3            | 6(1)         |  |
|  | 11          | Michael Russell | 6             | 4           | 4           |  |  |              |               |               |              |              |  |